# درخشنده طلایی
درخشنده طلایی (نام علمی: Notemigonus crysoleucas) نام یک گونه از تیره کپورماهیان است.